# Strange Clouds (Lied)
Strange Clouds ist ein Lied des US-amerikanischen Rappers B.o.B, bei dem der ebenfalls US-amerikanische Rapper Lil Wayne als Gastmusiker mitwirkt. Das Lied wurde am 27. September 2011 als Leadsingle aus dem Album Strange Clouds von B.o.B veröffentlicht. Das Lied wurde von B.o.B, Lil Wayne, Dr. Luke und Cirkut geschrieben und ist 3:46 Minuten lang. Der Text von Strange Clouds behandeln größtenteils Drogen- und Alkoholkonsum.

## Musikvideo
Das offizielle Musikvideo zu Strange Clouds wurde am 5. Dezember 2011 veröffentlicht. Es zeigt B.o.B und Lil Wayne auf einer Grasfläche und es werden farbige Wolken aus der Sicht eines unter Drogen stehenden und betrunkenen Menschen gezeigt. Teilweise ist eine auf einem Pferd reitende Frau zu sehen, T.I. hat einen Cameo-Auftritt.

## Remixe
Es gibt zwei offizielle Remixe zum Song. Der erste feierte am 12. Januar 2012 seine Premiere und hat statt Lil Wayne T.I. und Young Jeezy als Features. Ein Musikvideo erschien am 31. Januar 2012. Der zweite Remix, bei dem die Rapper Kid Cudi und Tech N9ne mitwirken, wurde am 6. Februar 2012 von N9ne über Twitter angekündigt und am 5. April 2012 von B.o.B bestätigt. Bis heute wurde der Remix nicht veröffentlicht.

## Charts und Auszeichnungen für Musikverkäufe
Den größten Erfolg hatte Strange Clouds in den Vereinigten Staaten, wo Platz 7 erreicht wurde. Im Vereinigten Königreich kam die Single bis auf Platz 72 und in der Schweiz bis auf Platz 47 der Charts. In den Vereinigten Staaten erreichte sie außerdem Platin-Status.